# Stanislav Vlček
Stanislav Vlček (Vlašim, 1976. február 26. –) cseh válogatott labdarúgó, a Slavia Praha játékosa. Posztját tekintve szélső-középpályás, de csatárként is bevethető.

## Pályafutása
Pályafutását a Bohemians Prágában kezdte 1992-ben. 1995-ben a České Budějovice, majd 1997-ben a Sigma Olomouc játékosa lett. A Sigmanal hat szezont töltött, ezalatt 181 mérkőzésen 42-szer volt eredményes. 2004-ben az orosz Gyinamo Moszkva-nal próbált szerencsét, de mindössze csak egy félévig maradt. 2004 nyarán hazatért a Slavia Praha együtteséhez és 3 szezonon keresztül erősítette a fővárosi gárdát. Ekkor jó teljesítményt nyújtott 81 találkozón 31 gólt szerzett és a válogatottban is egyre többször kapott lehetőséget. 2007-ben az Anderlecht kötött vele szerződést, de két szezon alatt nem kapott túl sok lehetőséget, ezért visszatért a Slaviahoz 2009-ben.

## Válogatott
Az U21-es válogatottban 1996 és 1997 között 7 mérkőzésen lépett pályára.
A felnőtt válogatottban 2000. február 8-án mutatkozott be egy Mexikó elleni barátságos mérkőzésen.
A nemzeti csapat tagjaként ott volt a 2008-as Európa-bajnokságon.

## Sikerei, díjai
Slavia Praha
- Cseh bajnokság, 
  - 2. hely (2): 2004/05, 2006/07
  - 3. hely (1): 2005/06

Anderlecht
- Belga kupa (1): 2007/08
- Belga bajnokság, 
  - 2. hely (2): 2007/08, 2008/09

## Külső hivatkozások
- Statisztika a Cseh labdarúgó-szövetség honlapján